# 1897 dans le catholicisme
Chronologie du catholicisme
- 1893
- 1894
- 1895
- 1896
- 1897
- 1898
- 1899
- 1900
- 1901

Cet article présente les faits marquants de l'année 1897 dans le catholicisme.

## Évènements
- 16 mars : Léon XIII érige l'église Notre-Dame de Fourvière à Lyon en basilique mineure
- 19 avril : Création de 4 cardinaux par Léon XIII
- 20 au 24 septembre : Congrès eucharistique international à Paray-le-Monial.

## Naissances
- 1er janvier : François Xavier Trương Bửu Diệp, prêtre vietnamien, martyr († 12 mars 1946)
- 18 février : Leonard Feeney, prêtre jésuite américain excommunié († 30 janvier 1978)
- 19 février : Bienheureux Jan Franciszek Czartoryski, prince polonais, prêtre dominicain, opposant au nazisme et martyr († 6 septembre 1944)
- 24 mars : Bienheureux Mariano Mullerat i Soldevila, médecin, homme politique, militant catholique et martyr espagnol († 13 août 1936)
- 27 mars : Jules Mahieu, prêtre belge et militant wallon († 11 juillet 1968)
- 1er avril : Benno Gut, cardinal suisse de la Curie († 8 décembre 1970)
- 30 avril : Bienheureuse Dina Bélanger, religieuse et musicienne canadienne († 4 septembre 1829)
- 14 mai : André Pioger, prélat français, évêque de Séez († 22 avril 1981)
- 13 juin : Antoine-Marie Cazaux, prélat français, évêque de Luçon († 1er juillet 1975)
- 15 juin : Antonio Riberi, cardinal monégasque, diplomate du Saint-Siège († 16 décembre 1967)
- 26 juin : 
  - Bertrand Lacaste, prélat français, évêque d'Oran († 20 avril 1994)
  - Louis-Joseph Lebret, prêtre dominicain et économiste français († 20 juillet 1966)
- 17 juillet : Michael Schmaus, prêtre et théologien allemand († 8 décembre 1993)
- 26 juillet : Bienheureux Jakob Gapp, prêtre marianiste, opposant au nazisme et martyr autrichien († 13 août 1943)
- 3 août : Gabriele Acacio Coussa, cardinal syrien de la Curie († 29 juillet 1962)
- 17 août : Bienheureuse María Angélica Pérez, religieuse argentine († 20 mai 1932)
- 6 septembre : Bienheureux Clément Vismara, prêtre italien, missionnaire en Birmanie († 15 juin 1988)
- 24 septembre : François Ducaud-Bourget, prêtre traditionaliste et poète français († 12 juin 1984)
- 25 septembre : Pablo Maria Guzmán Figueroa, prêtre mexicain, fondateur des Sœurs missionnaires eucharistiques de la Sainte Trinité, vénérable († 17 février 1967)
- 26 septembre : Giovanni Battista Montini, futur pape Saint Paul VI († 6 août 1978)
- 31 octobre : Jean Schoonjans, prêtre, enseignant et historien belge († 10 septembre 1976)
- 21 novembre : Gaston Courtois, prêtre, personnalité des patronages, auteur, éditeur et journaliste français († 23 septembre 1970)
- 25 novembre : Aloïs Simon, prêtre et historien belge († 7 décembre 1964)
- 7 décembre : Jacques Guilhem, prélat français, évêque de Laval († 19 juin 1975)
- 15 décembre : Juan Sáez Hurtado, prêtre et vénérable espagnol († 8 août 1982)
- 26 décembre : Raymond Defosse, prêtre, missionnaire, militaire et résistant français, compagnon de la Libération († 1er mars 1956)

## Décès
- 3 janvier : Guglielmo Sanfelice d'Acquavella, cardinal italien, archevêque de Naples (° 14 avril 1834)
- 6 janvier : François-Marie Trégaro, prélat français, évêque de Séez (° 17 juin 1824)
- 11 janvier : Louis Roussel, prêtre français, fondateur des Apprentis d'Auteuil (° 5 décembre 1825)
- 16 janvier : Bienheureux Giuseppe Tovini, banquier, avocat et tertiaire franciscain italien (° 14 mars 1841)
- 22 janvier : Angelo Bianchi, cardinal italien de la Curie (° 19 novembre 1817)
- 23 janvier : Joseph Maillard, prêtre et préhistorien français (° 1er avril 1822)
- 3 mars : Joseph-Hyacinthe Albanès, prêtre et historien français (° 24 février 1822)
- 13 avril : Auguste Etchécopar, prêtre français, supérieur général des Prêtres du Sacré-Cœur de Jésus de Bétharram (° 30 mai 1830)
- 17 avril : Paolo Angelo Ballerini, prélat italien, archevêque de Milan (° 14 septembre 1814)
- 15 mai : François Duilhé de Saint-Projet, prêtre et enseignant français (° 15 juillet 1822)
- 16 mai : 
  - Xavier Montrouzier, prêtre, missionnaire en Nouvelle-Calédonie, explorateur et naturaliste français (° 3 décembre 1820)
  - Camillo Siciliano di Rende, cardinal italien, diplomate du Saint-Siège (° 8 juin 1847)
- 30 mai : Bienheureuse Marie-Céline de la Présentation, religieuse clarisse française (° 23 mai 1878)
- 9 juin : François Janssens, prélat et missionnaire néerlandais, archevêque de La Nouvelle-Orléans (° 17 octobre 1843)
- 17 juin : Sebastian Kneipp, prêtre et hydrothérapeute allemand (° 17 mai 1821)
- 9 juillet : 
  - Bienheureux Louis Caburlotto, prêtre et éducateur italien, fondateur des Filles de saint Joseph de Caburlotto (° 7 juin 1817)
  - Augustus Tolton, l'un des premiers prêtres afro-américains, vénérable (° 1er avril 1854)
- 11 août : Antolín Monescillo y Viso, cardinal espagnol, archevêque de Tolède et patriarche des Indes occidentales (° 2 septembre 1811)

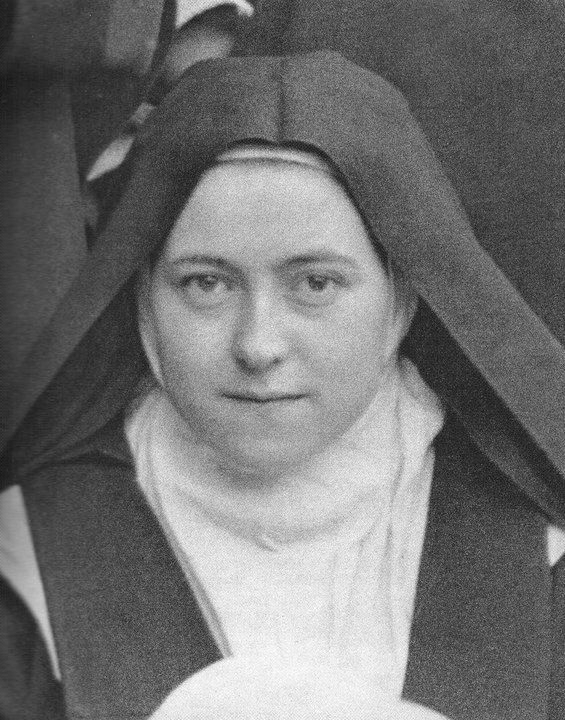
Sainte Thérèse de Lisieux

- 22 août : Jean-Baptiste Théodore Duval, prélat français, évêque de Soissons (° 6 juin 1824)
- 22 septembre : Giuseppe Guarino, cardinal italien, archevêque de Messine, fondateur des Sœurs apôtres de la Sainte Famille, serviteur de Dieu (° 6 mars 1827)
- 30 septembre : Sainte Thérèse de Lisieux, religieuse carmélite française (° 2 janvier 1873)
- 1er novembre : Franz Xaver Nies, prêtre, missionnaire et martyr allemand en Chine (° 11 juin 1859)
- 6 novembre : Jean-Marie Bécel, prélat français, évêque de Vannes (° 1er août 1825)
- 12 novembre : Abel-Anastase Germain, prélat français, évêque de Coutances et Avranches (° 31 mars 1833)
- 7 décembre : Ludovic-François Douillard, prêtre et architecte français (° 7 février 1823)
- 30 décembre : Prosper Auguste Dusserre, prélat français, archevêque d'Alger (° 30 avril 1833)